# Франклин Делано Рузвелт
Франклин Делано Рузвелт (на английски: Franklin Delano Roosevelt, произношение на английски: Роузъвелт) е 32-рият президент на САЩ (1933 – 1945 г.). Има най-дългия мандат (12 години) и е единственият президент, избиран повече от два пъти на тази длъжност. Той е една от основните политически фигури в историята на XX век. Роден в богатство и привилегии, преодолявайки болестта, която го прави инвалид, застава начело на реформите. Приятелите и семейството му го наричат Франк, а в обществото е известен като FDR. Той е един от най-популярните американски президенти, води страната и нацията при преодоляването на Голямата депресия и през Втората световна война.

## Произход и младежки години
Рузвелт е роден на 30 януари 1882 г. в Хайд Парк (Ню Йорк), Ню Йорк. Баща му Джеймс Рузвелт е заможен собственик на недвижими имоти и вицепрезидент на компанията „Железници Делуеър – Хъдсън“. Семейство Рузвелт живее в Ню Йорк повече от 200 години: Клеас ван Рузвелт е роден в Хаарлем, Нидерландия и пристига в Ню Йорк около 1650 г. (тогава градът се е наричал Ню Амстердам). През 1788 г. Исаак Рузвелт е член на конвента на Покипси, който гласува за одобрението на американската Конституция – факт, с който неговият праправнук Франклин много се гордее.
През XVIII век фамилия Рузвелт се дели на два клона: „Рузвелтови от Хайд Парк“, които до края на 19 век са демократи, и „Рузвелтови от Ойстер Бей“, които са републиканци. Президентът Теодор Рузвелт, републиканец от Ойстер Бей, е пети братовчед на Франклин. Въпреки техните политически различия, двата семейни клона остават в приятелски отношения: Джеймс Рузвелт се среща със своята жена на събиране на семейството в Ойстер Бей, а Франклин се жени за племенница на Теодор.
Майката на Рузвелт Сара Делано Рузвелт (1854 – 1941 г.) е потомка на френски протестанти (хугеноти), пристигнали в Масачузетс през 1631 г. Майка ѝ Лиймън е от друга много стара американска фамилия. Франклин е единственото ѝ дете, към което тя е изключително властна майка. Тъй като Джеймс става баща сравнително късно (на 54 години), Сара е имала доминиращо влияние през ранните години на Франклин. По-късно казва на приятели, че се е страхувал от нея през целия си живот и получава началното си образование вкъщи под неин надзор.
Рузвелт израства в атмосфера на привилегии. Научава се да язди, да стреля, гребе, играе поло и тенис на корт. Честите му пътувания до Европа спомагат да научи немски и френски език. Той получава всички класически привички на висшата класа, а също придобива и от антисемитизма на майка си, от който не може да се отърве до края на живота си. Това, че баща му е известен демократ, го отдалечава от останалото висше общество на Хъдсън Вали.
Рузвелт учи в Гротън – елитно епископално училище в Масачузетс. Силно е повлиян от своя ръководител, който казва, че е дълг за всеки християнин да помага на по-бедните от него и насърчава студентите си да се заемат със служба в полза на обществото, но повечето от тях все пак се насочват към банките на Уолстрийт и големите правни кантори. Рузвелт завършва Гротън през 1900 г. и се насочва към Харвард, който завършва през 1904 г., според някои твърдения без особено много учене. Докато е в университета, президент на САЩ е петият му братовчед Теодор Рузвелт, който със своята страст при управлението и желание за реформи се превръща в пример за подражание за Франклин. През 1903 г. се среща с бъдещата си жена Елинор Рузвелт.
След това посещава Колумбийския правен факултет. Взима изпита за адвокатска правоспособност и покрива изискванията за практикуване на право през 1907 г., но никога не завършва официално. През 1908 г. започва работа в престижна правна кантора, като се занимава предимно с търговско право. Междувременно се сгодява с Елинор, въпреки яростната съпротива на Сара Делано Рузвелт, която е ужасена от това, че губи контрол над Франклин. Те се женят през 1905 г. и се местят в къща, купена за тях от Сара, в която тя се превръща в чест гост на Елинор, която е болезнено срамежлива и не обича светския живот, и единственото, което иска, е да си стои вкъщи и да гледа децата, които са шест.
Петте пораснали деца на Рузвелт водят разпуснат живот, възползвайки се от имената на известните си родители. Имат общо 15 брака, десет развода и двадесет и девет деца. Всичките четирима синове са награждавани офицери във Втората световна война. Двама от тях са избрани за кратко в Камарата на представителите, но никой не стига до високите етажи на властта, въпреки техните опити, а един става дори републиканец.

## Политическа кариера
През 1909 г. Теодор Рузвелт напуска Белия дом, заменен от консервативния републиканец Уилям Тафт. Франклин не харесва администрацията на Тафт и именно това го вкарва в политиката. Рузвелт се кандидатира през 1910 г. като демократ за Сената на Ню Йорк, от района около Хайд Парк, който не е избирал демократ от 1884 г. Името Рузвелт, многото инвестиции, добрата кампания и фактът, че това е година на подем в Демократическата партия, са основните фактори за победата на Рузвелт. В столицата Олбани той става лидер на реформистка група демократи, които са опозиция на демократическото ирландско-американското политическо статукво в щата, станало известно под името „Тамани Хол“ . Рузвелт е млад (на 30 години), висок, красив и умел оратор и скоро се превръща в популярна фигура сред демократите в Ню Йорк. Когато Удроу Уилсън е избран за президент през 1912 г., на Рузвелт е предложен постът на помощник секретар на флота. Той се интересува значително повече от изборен пост и през 1914 г. се бори за номинацията на демократите за Сената на САЩ. Този му опит обаче е блокиран от „Тамани Хол“. След това той се съгласява и приема поста във флота.
Между 1913 и 1917 г. Рузвелт се бори за разширяване на флота (като среща силна опозиция в лицето на политици пацифисти като например Държавния секретар Уилям Браян) и създава Флотския резерв на САЩ. Той представлява резерв от тренирани мъже, които да бъдат мобилизирани по време на война. Рузвелт се включва активно и в политиката на намеса на САЩ в Централна Америка и Карибите: лично пише конституцията, която САЩ принуждават Хаити да приеме през 1915 г. Секретарят на флота Джозифес Даниълс е назначен преди всичко по политически причини. По-скоро е фигурант, което превръща Рузвелт във фактически ръководител.
Рузвелт остава завинаги отдаден на флота. Успява да развие изключителни административни умения. Бързо се научава да преговаря с Конгреса, а и с правителствени агенции, за да получи одобрение за предлагания от него бюджет. Той се превръща в ентусиазиран привърженик и защитник на подводниците като средство за борба с германските нападения срещу кораби на Съюзниците. Предлага да се изгради минна зона в Северно море между Норвегия и Шотландия. През 1918 г. посещава Великобритания и Франция, за да инспектира американските морски укрепления. При това посещение се среща за първи път с Уинстън Чърчил.
През 1919 г. Рузвелт става верен поддръжник на плана на президента Уилсън за създаване на Обществото на народите с надеждата, че това ще направи бъдещите войни невъзможни. Въпреки неуморната му кампания за подкрепа на договора за присъединяване на САЩ към Обществото, документът не получава нужната подкрепа в Сената. Всичко това прави ФДР фаворит на Уилсън и под негов натиск Рузвелт е избран за кандидат за вицепрезидент в двойка с Джеймс Кокс – в изборите през 1920 г. Тяхната кандидатура губи съкрушително от републиканеца Уорън Хардинг. Рузвелт се връща към частна практика, но малцина са тези, които се съмняват, че скоро ще се върне в публичния живот.

## Кризи в личния живот
Рузвелт е харизматичен, красив и социално активен мъж, докато жена му Елинор е срамежлива и резервирана. Още повече, че през десетилетието след 1906 г. е постоянно бременна и това е една от причините Рузвелт да намира сексуално удовлетворение извън брака си. Една от забежките му е Луси Мърсър, която е секретар на жена му. С нея започва романтична връзка. През септември 1918 г. Елинор намира писма в един от костюмите на Франк, доказващи аферата му. Тя е сломена и гневна и показвайки му писмата, поставя ултиматум: да спре да се вижда с Луси или да се разведат. Сара Рузвелт, майка на ФДР, скоро научава за кризата и убедително се намесва. Тя поддържа тезата, че разводът ще навреди на политическата кариера на Франк и посочва, че Елинор ще трябва да отгледа 5-те деца сама.
Твърди се, че е сключена сделка. Запазва се фасадата на брака, но без сексуална връзка. Сара ще плаща на Елинор за отделна къща в Хайд Парк и ще финансира благотворителните ѝ инициативи. Когато Франклин става президент, в което Сара винаги е била сигурна, Елинор ще използва позицията си, за да развива и поддържа каузите си. Тя приема тези условия и постепенно между тях се развива нова връзка на приятели и политически съюзници, макар и да живеят различен един от друг живот. Франклин продължава да се вижда с различни жени, включително и със секретарката си Миси Леханд.
През 1921 г., докато Рузвелтови са на почивка в Кемпоболо Айланд, Ню Брънсуик, Рузвелт е повален от полиомиелит. В резултат е напълно парализиран от кръста на долу.
Така той вече може да стои седнал, но не и да ходи.
По това време медиите имат значително по-малко достъп до личния живот на публичните фигури и Рузвелт успява да убеди мнозина, че състоянието му се подобрява, което според него е било решаващо, за да се кандидатира за избираема длъжност отново. Той успешно се научава да ходи на кратки разстояния с помощта на бастун. В личния си живот използва инвалиден стол, но обикновено се появява пред обществото изправен, като е поддържан от едната страна от помощник или някой от синовете си. Въпреки известната му неприязън да бъде виждан в инвалидна количка, такава негова статуя е поставена в Мемориала на Франклин Делано Рузвелт във Вашингтон.

## Губернатор на Ню Йорк
През 1928 г. Рузвелт решава да поднови политическата си кариера. Той разумно е запазил контактите си с Демократическата партия – през 1924 г. участва в конгреса на партията и произнася речта за номиниране на губернатора на Ню Йорк и претендент за президентския пост Алфред Смит. Смит не е номиниран, но се кандидатира през 1928 г. отново и Рузвелт пак го подкрепя. Този път той става кандидат на партията за изборите за президент и насърчава Рузвелт да се кандидатира за губернатор на Ню Йорк. За да спечели номинацията на Демократическата партия за поста, ФДР се помирява с „Тамани Хол“  макар и с нежелание. На изборите през ноември Смит губи съкрушително от републиканеца Хърбърт Хувър, но Рузвелт печели губернаторското място с преднина от 25 000 гласа от общо подадени 2,2 милиона.
Рузвелт встъпва в длъжност през 1929 г. в качеството си на демократ реформатор, но без комплексен план за администрацията си. Предприема мерки за изкореняване на корупцията като уволнява протежетата на Смит, създава Комисия за държавната служба. Предприема действия за преодоляване на енергийния дефицит в Ню Йорк чрез изграждането на ВЕЦ на река Сейнт Лоурънс. Реформира щатската затворническа администрация и построява нов затвор в Атика. Започва многогодишна борба с Роберт Мозес, най-влиятелния държавен служител в щата, който е уволнен от ФДР от поста щатски секретар, но продължава да ръководи Комисията за паркове и е начело на градското планиране. След срива на борсата през октомври в разгара на Голямата депресия, Рузвелт показва своята обичайна енергия и въображение. Администрацията на Хувър заема типичната републиканска позиция, че държавата не следва да се намесва в свободните икономически отношения и че отделните щати и градовете трябва да поемат отговорността за предоставяне на помощи за безработните. Рузвелт иска от щатското събрание отпускането на 20 милиона долара помощ за справяне с безработицата, която влага предимно в обществено строителство с надеждата да стимулира потреблението и се повиши заетостта. Той казва, че помощите за безработните трябва да се предоставят от „Правителството не като благотворителност, а като социално задължение“.
Рузвелт не е запознат в основи с механизмите, управляващи икономиката, но търси съветите на водещи учени и специалисти, а също и от Елинор, която е изградила широка мрежа от приятели и има задълбочени интереси в областта на социалните въпроси. По препоръка на Елинор, ФДР назначава един от нейните приятели, Франсис Пъркинс за Секретар по труда. Той провежда реформа на трудовите закони. Рузвелт създава първата щатска агенция за помощ, управлявана от Хари Хопкинс, който се превръща в основен съветник на губернатора. Насърчава щатския парламент да приеме закон за пенсионирането и такъв за застраховане при загуба на работа.
Основната слабост на администрацията на Рузвелт е очевидната корупция на политическия кръг „Тамани Хол“, а кметът Джими Уолкър е марионетка на шефа на Тамани Джон Къри. Рузвелт си създава име на човек, който е опозиция на Тамани Хол, но му е нужна подкрепата на този кръг, за да бъде преизбран през 1930 г. и за възможна бъдеща президентска номинация. С наближаването на изборите през 1930 г. Рузвелт предприема правни действия срещу корумпираните служители. Това довежда до оставката на Уолкър, който отпътува за Европа, за да избегне затвора. Но властта на „Тамани Хол“ не е сериозно засегната. През 1930 г. Рузвелт е избран за втори мандат с разлика повече от 700 000 гласа.

## Първи мандат: Новият курс
Изключителната популярност на Рузвелт в най-многобройния щат го прави очевиден кандидат за номинация на Демократическата партия. Очаква се, че Хувър ще загуби изборите през 1932 г. Ал Смит също иска номинацията. Но партийните лидери са убедени, че Смит, който е католик, е неподходящ и карат Рузвелт да обяви своята кандидатура. Отначало делегатите на конгреса в Чикаго са в безизходица, но след като Уилям Рандолф Хърст, стар враг на Смит, прехвърля подкрепата си от Джон Нанси Гарнър към ФДР, Рузвелт е номиниран при четвъртото гласуване.
Президентската кампания за изборите през 1932 г. се провежда под сянката на Голямата депресия. Мнението на всички е, че Хувър не прави нищо, за да се справи с кризата. По време на кампанията Рузвелт се зарича: „Обещавам ви, обещавам и на себе си, че хората на Америка ще имат нов курс“, като този лозунг става емблематичен за неговата кампания, а по-късно се превръща и в законодателна програма. Рузвелт и неговият кандидат за вицепрезидент – Джон Гарнър от Тексас, печелят 57 процента и във всички щати без 6. През февруари 1933 г. Рузвелт вече избран за президент, прекарва кратка почивка във Флорида. В Маями безработен зидар на име Джузепе Зангара стреля пет пъти в Рузвелт, като не уцелва, но убива кмета на Чикаго, Антон Цермак. Зангара, който по-късно е екзекутиран, казва, че стреля по Рузвелт, защото „капиталистите убиха моя живот“.
Когато Рузвелт встъпва в длъжност през март 1933 г., САЩ е на дъното на най-тежката депресия в историята на страната. Около 13 милиона души са безработни. Индустриалното производство е на половина в сравнение с това от 1929 г. В страната има малко социални служби, милиони живеят на ръба на глада, а два милиона са бездомни. Банковата система е на ръба на колапса. Чести са случаите на избухнало насилие, но мнозина анализатори сочат, че този очевиден колапс на капиталистическата система не води до развитие на фашизъм, комунизъм или социализъм (както става например в Германия). Вместо това американците възлагат надеждите си за революция на демократите и на техния лидер, израснал сред привилегии. Рузвелт гледа на депресията не от икономическа точка, а я смята по-скоро като въпрос на вяра – хората са спрели да харчат, инвестират и наемат работна сила, защото се страхуват да правят това. Както посочва в речта си при встъпване в длъжност „единственото нещо, от което можем да се страхуваме, е самият страх“. Той предприема серия от драматични жестове, които имат за цел да възстановят доверието на хората в системата. Обявява „почивка на банките“, за да избегне тяхното колабиране, и свиква извънредна сесия на Конгреса за стабилизиране на банковата система. Създава се Федералната корпорация за застраховка на влоговете, която има за цел да гарантира капиталите, като ги задължава те да бъдат съхранявани във Федералния резерв и така да се избегнат злоупотребите при управлението им. В серията си радиообръщения, известни като „Речи около камината“, Рузвелт разяснява мерките си на американските граждани.
По време на първите сто дни на своята администрация Рузвелт използва изключителния си престиж и чувство за предстояща катастрофа, за да прокара през конгреса множество закони за образуване на нови федерални агенции. Това включва и Администрацията за неотложна помощ, която гарантира фондовете на щатите за помощи при безработица, Администрацията за работен прогрес и Корпуса за гражданско съхранение наемат милиони безработни за работа по местни проекти; Администрацията за земеделско регулиране получава правото да повишава помощите за бедстващите фермери. Като последица от всички тези мерки идва и приемането на Закона за национален план за възстановяване, който въвежда безпрецедентни регулативни мерки върху индустрията, включително кодекси за добра практика и гарантира ролята на профсъюзите. В замяна се отменят голяма част от антитръстовите закони и се дава значителна финансова помощ за стимулиране на икономиката. Приема се Законът за долината Тенеси, като въз основа на него се изграждат язовири, електроцентрала, напоителни системи и значително се подобрява земеделието в един от най-бедните райони на страната. Допълнителен стимул за икономиката е отмяната на „сухия режим“, който е източник на изключителна корупция в държавната администрация.
През 1933 г. генералът от морската пехота Смедли Бътлър докладва, че е разкрит фашистки заговор за сваляне от власт на ФДР, подпомаган от влиятелни капиталисти, като реакция на Новия курс. Това събитие става известно като „Заговорът на бизнеса“ или „Пуча в Белия дом“.
След изборите за Конгрес през 1934 г., които дават на демократите голямо мнозинство в двете камари, Новият курс получава силен тласък, който е подпомогнат и от образуваните „мозъчни тръстове“ на млади икономисти и социални изследователи, събирани в Белия дом, сред които са Реймънд Моли, Рексфорд Тъгуел, Адолф Бърли (всичките от Колумбийския университет), адвокатът Базил О’Конър, икономистът Бернар Баръч и Феликс Франкфуртер. Елинор Рузвелт, секретарят по труда Франсиз Пъркинс (първата жена секретар член на кабинета) и секретарят по земеделието Хенри Уолъс също имат значително влияние. Приемат се множество мерки като: регулиране на борсата и спиране на корупционните практики, които водят до срива на пазарите от 1929 г.; Закона за социалното осигуряване, който създава системата за социално осигуряване и така създава сигурност за възрастните, бедните и болните хора; Законът за националните трудови отношения, който установява правата на работниците да създават профсъюзи и да договарят колективни трудови договори, да участват в стачка за отстояване на тези свои права.
Общата идея на тези мерки е да възстанови доверието и оптимизма и да позволи страната да поеме по дългия път на възстановяването от депресията. Популярното становище е, че системата от мерки на Рузвелт, позната като Новия курс, е извела САЩ от депресията. Историци и икономисти спорят около това дали подобно становище отговаря на истината. Прието е от мнозина, че Новият курс възприема и прилага голяма част от икономическите теории на Джон Мейнард Кейнс, който поддържа тезата за интервенция на правителството чрез използването на финансови и монетарни мерки с цел да се смекчи икономическата рецесия и депресия. Но не се знае дали Рузвелт директно е повлиян от теориите на Кейнс и е под въпрос дали в действителност ги е разбирал. След среща между двамата, ФДР отбелязва: „Трябвало е да стане математик, а не политически икономист“.
Големият обем мерки и ресурси, които Рузвелт успява да добие от Конгреса и които са предоставени в помощ и насърчаване на икономиката и създаване на фискална стабилност, също се оспорват от някои. Икономиката се подобрява значително по време на първия мандат на Рузвелт, но през 1937 и 1938 г. отново изпада в рецесия, преди да има ново подобрение през 1939 г. Общият национален продукт надминава върха от 1929 г. в навечерието на Втората световна война, но безработицата остава около 15%. Някои твърдят, че причина за това са високите мита, издигнати в отговор на депресията и останали така, а без увеличаването на международната търговия не би могло да има пълно съживяване на икономиката. Изключително големите държавни разходи по време на Втората световна война окончателно връщат нивото на безработицата преди годините на депресия.

## Втори мандат
За изборите от 1936 година Рузвелт провежда своята кампания въз основа на програмата си за Новия курс. Срещу него се кандидатира губернаторът на Канзас Алфред Лъндън, който приема голяма част от Новия курс, но се противопоставя на „враждебността“ към бизнеса и прекалено големите разходи. ФДР печели 61 % от гласовете и всички щати без Мейн и Върмънт. Демократите на Новия курс печелят достатъчно места в Конгреса, за да имат повече гласове от републиканците и консервативните демократи от Юга (те подкрепят програми, които ползват техните щати, но се противопоставят на засилването на профсъюзите). Рузвелт е подкрепен от коалиция от гласоподаватели, която включва работници от градовете и средната класа, малки фермери, „Солидния Юг“, афроамериканските гласоподаватели от Севера (които по принцип дотогава са гласували за Републиканската партия), еврейската общност и други градски малцинства, интелектуалци и либерали. Тази коалиция, често наричана „Коалиция на Новия курс“, остава сравнително непроменена и подкрепя Демократическата партия до шейсетте години на 20 век. Доминиращото положение на Рузвелт предотвратява развитието в САЩ на комунизъм и фашизъм. Въпреки че Комунистическата партия на САЩ се разраства през 30–те години и печели влияние сред профсъюзите, свързани с Конгреса на индустриалните организации, тя не успява да се вмести в политическата среда. Рузвелт казва на Мартин Дайс: „Тук няма заплаха от комунизма“.
Политическата програма на Рузвелт включва и създаването на Служба по жилищните въпроси на САЩ (1937 г.), а също и приемането на Закон за земеделско регулиране и Закон за честни трудови отношения, приет през 1938 г., който дефинира минималната заплата. Когато икономиката отново започва да се забавя през 1937 г., Рузвелт отговаря с агресивна програма за стимулиране и иска от Конгреса 5 милиарда долара за публични проекти.
С безпомощните републиканци в Конгреса, консервативното мнозинство на Върховния съд е единствената пречка пред ФДР за изпълнение на програмите му. През 1935 г. съдът отсъжда, че Законът за национално възстановяване, а и други нормативни актове от програмата на Новия курс са противоконституционни. Отговорът на Рузвелт е предложение за разширяване на съда така, че да може да назначи допълнително съдии, които да го подкрепят. Този план за „опаковане на съда“ е първата политическа инициатива на ФДР, която среща сериозна опозиция, тъй като се смята, че застрашава разделението на властите, което е основополагащ принцип на американската конституционна структура. Вярно е, че Рузвелт е принуден да изостави плана, но и съдът се оттегля от пряка конфронтация с администрацията като признава Закона за трудовите отношения и Закона за социалното осигуряване за конституционни. Смъртта и оттеглянето на членове на съда скоро позволява на президента да направи свои назначения. От 1937 г. до 1941 г. той назначава осем съдии включително и такива като Феликс Франкфуртер, Хуго Блек и Уилям Дъглас, което намалява значително възможността за бъдещи сблъсъци.

## Външна политика (1933 – 1941 г.)
Отхвърлянето на договора за Обществото на народите през 1919 г. маркира ясно политиката на изолационизъм на САЩ. Въпреки че Рузвелт е поддръжник на Уилсън, той и държавният му секретар Кордел Хъл действат много внимателно, за да не провокират изолационистки настроения. Най-важната инициатива през първия мандат на ФДР е „политиката на добрия съсед“, която в основата си е еволюция на политиката на САЩ спрямо Латинска Америка, която от времето на Доктрината Монро от 1823 г. се смята за сфера на влияние на Вашингтон. Американските сили са изтеглени от Хаити, нови договори с Куба и Филипините прекратяват техния статус на протекторати. На Седмата конференция на американските държави в Монтевидео през декември 1933 г. Рузвелт и Хъл подписват Конвенцията от Монтевидео за правата и задълженията на държавите, с която се отказват от едностранното право на САЩ да се намесват в делата на страните от Латинска Америка. Въпреки това подкрепата на Вашингтон за различни диктатори, които често служат на американските корпоративни интереси, остава непроменена.
Идването на власт на Адолф Хитлер в Германия възражда страховете от нова световна война. През 1935 г., когато фашистка Италия навлиза в Абисиния, Конгресът приема първия от поредица Закони за неутралитета, който въвежда задължителна забрана за доставка на оръжия на която и да от воюващите страни. Рузвелт му се противопоставя с аргумента, че така се наказват жертвите на агресията (каквато е Абисиния) и че се ограничават правата му като президент да подпомага приятелски страни, но въпреки това го подписва. През 1937 г. Конгресът приема дори още по-ограничаващ закон с подобно съдържание, но когато избухва китайско-японската война през същата година, ФДР намира различни начини да подпомага Китай и предупреждава, че фашистка Италия, Германия и имперска Япония са заплаха за световния мир и за САЩ. Когато започва Втората световна война в Европа през 1939 г., Рузвелт става особено нетърпелив и настойчив в желанието си да подпомага Великобритания и Франция и започва редовна тайна кореспонденция с Уинстън Чърчил, в която двамата свободно дискутират възможностите за заобикаляне на Закона за неутралитета.
През май 1940 г. Германия атакува Франция и бързо окупира страната, като по този начин Британия остава уязвима за германска въздушна атака и възможна инвазия. Рузвелт е твърдо решен да предотврати това и търси обръщане на общественото мнение в полза на подпомагане на Британия. Той тайно създава Комитет за защита на Америка чрез подпомагането на Съюзниците и назначава антиизолационистите републиканци Хенри Смитсън и Франк Нокс за военен министър и секретар на флота, съответно. Падането на Париж шокира американското обществено мнение и изолационистките настроения отслабват.
През август Рузвелт открито заобикаля Закона за неутралитета със Споразумението „Разрушители срещу бази“ и изпраща 50 амортизирани американски разрушителя за Великобритания и Канада в замяна на правото за построяване на военни бази на САЩ в редица британски владения в Америка. През декември той обявява изцяло нов курс към милитаризация на икономиката и подпомагане на Съюзниците под лозунга за превръщане на Съединените щати в „арсенал на демокрацията“. Важен елемент от новата политика е програмата „Заем-наем“ от март 1941 година, въз основа на която започва изпращането на масирана военна и икономическа помощ за Великобритания.

## Пътят към войната
На изборите за Конгрес през 1938 година републиканците за първи път след 1932 г. имат успехи и печелят места и в двете камари, като по този начин ограничават възможността на Рузвелт да прокарва закони, каквито той иска. Кампанията на ФДР за замяната на консервативни демократи като Уолтър Джордж от Джорджия с такива, които подкрепят администрацията, не се увенчава с успех. Засилват се слуховете, че Рузвелт ще се пенсионира през 1940 г. Никой президент не се е кандидатирал за трети мандат като по този начин се следва прецедента на Джордж Вашингтон (това се случва преди да бъде приета 22–та поправка през 1951 г., която „ограничава президентската служба до два мандата“). През 1940 г. международната ситуация става все по-заплашителна и Рузвелт решава, че само той може да води страната през задаващата се криза. Републиканците (а и други среди) твърдят, че това е доказателство за нарастващата арогантност на ФДР. Въпреки това изключителната популярност на президента му печели изборите с 55% от гласовете и 38 от общо 48 щата, като побеждава адвоката от Индиана Уендъл Уилки. Движението наляво в администрацията е илюстрирано от това, че за вицепрезидент е избран Хенри Уолъс на мястото на консервативния демократ от Юга Джон Гарнър.
Третият мандат на Рузвелт е доминиран от Втората световна война – първо в Европа, а след това в Тихия океан. Огромна програма за превъоръжаване започва да се осъществява през 1938 г. Отчасти за да се обнови техниката на армията и флота на САЩ, а от друга страна и за да се подпомагат Британия, Франция, Китай и други приятелски държави и най-накрая като изпълнение на кейнсианския принцип за стимулиране на икономиката с помощта на държавата. От 1939 г. безработицата значително намалява, след като работниците се присъединяват към армията или към военните фабрики. През 1941 г. в индустриалните центрове като Чикаго и Детройт се стига дори до недостиг на работна сила, което води до миграция на афроамерикански работници от Юга към тези градове.
Най-неотложната задача е да се подпомогне Великобритания, чийто финансови ресурси са силно изтощени към края на 1940 г. Конгресът, в който изолационистките тенденции са в отстъпление, приема Закона за даване на заем и наемане през март 1941 г. Той дава възможност на Великобритания да „наеме“ голямо количество военна техника на базата на обещанието, че ще се заплати за това след войната. Британия е принудена да приеме отменянето на преференциалните търговски споразумения, които ограничават износа на САЩ за пределите на Британската империя. Рузвелт е привърженик през целия си живот на свободната търговия и е против империализма и затова една от целите му е да прекрати европейския колониализъм. Това не му пречи да установи близка връзка с Уинстън Чърчил, който става министър-председател през 1940 г. Когато Германия навлиза в СССР през юни 1941 г., Рузвелт включва и Съветите в програмата за наем–заем. През 1941 г. ФДР дава съгласието си флота на САЩ да ескортира конвоите на Съюзниците край Исландия, за да атакуват германските подводници и военни кораби, ако бъдат нападнати конвоите в морската военна зона на САЩ. Така към средата на 1941 г. Рузвелт се обвързва със Съюзниците чрез политиката „всякаква помощ, за да скъсим войната“. ФДР се среща с Чърчил на 14 август 1941 г., за да се оформи Атлантическата харта и това ще е първата от цяла поредица стратегически срещи.

## Пърл Харбър
Рузвелт няма ни най-малко желание да влиза във войната, бушуваща в Източна Азия, където Япония окупира Френски Индокитай в края на 1940 г. Той разрешава увеличаването на помощта за Китай и през юли 1941 г. ограничава продажбите на петрол и други стратегически материали за Япония, но едновременно с това продължава преговорите с японското правителство, надявайки се да предотврати войната. През 1941 г. Япония планира атака срещу западните сили (включително САЩ), като протака водените преговори. „Ястребите“ в администрацията на ФДР, водени от Стимсън и финансовия министър Хенри Моргентау, са привърженици на твърда политика спрямо Япония, но Рузвелт, емоционално свързан с войната в Европа, отказва да повярва, че Япония може да нападне страната и предпочита да продължи преговорите. Посланикът на САЩ в Токио Джоузеф Грю предава предупреждения за планирана атака срещу американската военна база в Пърл Харбър, Хавай, но те са игнорирани от Държавния департамент на САЩ.
На 7 декември 1941 година японските сили атакуват флота на САЩ, разположен в Пърл Харбър, като разрушават по-голяма част от него и убиват над 3000 души. Американските командващи – адмирал Хъсбанд Кимел и генерал Уолтър Шорт са напълно изненадани и по-късно са превърнати в изкупителни жертви на трагедията. Вината всъщност е на военното министерство, което от август 1940 година има достъп до японските дипломатически кодове и е получило предостатъчно предупреждения за предстоящата атака (при все, че не се е знаела точната дата). Министерството на отбраната не предава предупрежденията на командирите в Хавай, преди всичко защото аналитиците отказват да повярват, че японците действително имат техническите възможности за атака.
Ревизионистките теории за дейността и ролята на Рузвелт, разпространявани след войната, се градят върху тезата, че Рузвелт е знаел за атаката, но не е предприел никакви действия, за да я предотврати. Липсват обаче каквито и да било доказателства в подкрепа на подобни твърдения. На 5 декември се провежда среща на кабинета, по време на която са обсъждани голямото количество сведения, че японците предприемат мобилизация за военно нападение. Секретарят на флота Нокс докладва, че са декодирани японски съобщения, според които флотата на империята е в открито море, но поддържа становището, че тя се е насочила на юг, за да атакува британците в Малайзия и Сингапур. Рузвелт и останалите членове на кабинета приемат това становище. Прихванато е конкретно съобщение за готвеното нападение от японската авиация над Пърл Харбър, но забавянето при превода и минаването през неефективната бюрокрация на Военното министерство не позволява то да стигне до кабинета преди атаката. Няма никакви доказателства, че Рузвелт не е обърнал внимание на тези предупреждения. Всички независими източници сочат, че Рузвелт, Хъл и Стимсън са шокирани и разярени при вестта за атаката.
Внезапната атака и масираният удар на японската авиация разрушават съществена част от Тихоокеанския флот на САЩ, но между унищожените плавателни съдове няма самолетоносачи, които ще се окажат ключов фактор в хода на войната в Тихия океан. Все пак това дава временно предимство на японците, които бързо окупират Филипините и всички британски и холандски колонии в Югоизточна Азия, като превземат Сингапур през февруари 1942 г. и напредват през Бирма към границите на Британска Индия с цел да пресекат пътищата за снабдяване на Китай. Пърл Харбър веднага е последван от декларация за война между САЩ и Япония, Италия и Германия. Изолационизмът се изпарява за една нощ и народът се обединява около Рузвелт като негов естествен военен лидер. Въпреки вълната от гняв, заляла страната след Пърл Харбър, ФДР решава, че победата над нацистка Германия е приоритет. За щастие Германия извършва изключителна външнополитическа грешка и попада направо в ръцете на Рузвелт, когато обявява война на САЩ на 11 декември 1941 г. и така премахва всяка опозиция срещу военни действия, насочени към Третия Райх. Американският президент се среща с Чърчил в края на декември и двамата се разбират за създаването на широк съюз, който да включва и Съветския съюз, като ще има следните задачи: първо – да спре германското настъпление в СССР и Северна Африка; второ – започването на инвазия в Западна Европа, за да се притисне Германия между два фронта и едва на трето място – да се победи Япония.
Въпреки че Рузвелт е главнокомандващ на американските сили, той никога не носи униформа и не се намесва пряко във военните дела по начин, по който го прави Чърчил в Британия, нито ръководи директно войските, както постъпват Адолф Хитлер и Йосиф Сталин. Той разчита напълно на началника на щабовете генерал Джордж Маршал, а по-късно и на върховния главнокомандващ за Европа генерал Дуайт Айзенхауър, като оставя почти всички тактически и стратегически решения на тях и върховното командване, съгласувайки ги естествено с Кабинета и съюзниците. Той има по-малко доверие в командващия войските в Тихия океан – Дъглас Макартър, понеже с пълно основание подозира, че той ще се кандидатира срещу него за президентския пост. Тъй като войната в Пацифика се води преди всичко по море, тя представлява особено голям интерес за Рузвелт до самия си край. Като се вземат предвид личните пристрастия на Рузвелт към флота, той се намесва лично в някои стратегически решения, но силни командири като адмирал Ърнест Кинг в Атлантика и Честър Нимиц в Пацифика се радват на неговото доверие.

## Японско–американският въпрос
След започването на войната в Тихия океан Рузвелт е под изключителен натиск да премести или интернира повече от 120 000 души от японски произход, две трети от които родени американци, на основание че те са заплаха за националната сигурност. Натискът идва преди всичко от губернатора на Калифорния Кълберт Олсен (демократ) и вестниците на Хърст и генерал Джон де Уит, чието отношение е просто „Дръпнатия си е дръпнат“. Противници на това предложение са секретарят по вътрешните дела Хауърд Икс, главният прокурор Франсис Бидъл и директорът на ФБР Джон Едгар Хувър, който казва, че няма доказателства японците от американски произход да са свързани с шпионство и саботаж.
На 7 февруари 1942 г. Бидъл се среща с Рузвелт и излага възраженията на Министерството на правосъдието по направеното предложение. Президентът нарежда планът да бъде преработен така, че японците от американски произход по крайбрежието на Калифорния да бъдат преместени само в случай на японски десант там или въздушно нападение. Но на 11 февруари се среща с военния министър Стимсън, който иска от него да одобри незабавна евакуация. Има доказателства за шпионаж по нареждане на Япония преди и след Пърл Харбър, шифровчиците разчитат съобщения за Япония от агенти в Северна Америка и Хавай. Тези сведения са държани в тайна от всички с изключение на тези с най-високо ниво на достъп като Рузвелт, за да не се разбере, че кодовете са разбити и да се сменят.
На 19 февруари Рузвелт подписва Изпълнителна заповед № 9066, с която военните се упълномощават да преместват хора от „военни зони“ (като Калифорния) по причини на сигурността, без изрично в нея да се споменават американци от японски произход. В резултат 120 000 души, половината от които са американски граждани, са интернирани без повдигнати обвинения или процес. Администрацията иска 140 000 американци от японски произход в Хавай да бъдат депортирани на континента, но местните власти, включително и армията, възразяват с аргумента, че тези жители са нужни за местната икономиката и така планът е изоставен. Американците от японски произход продължават да служат в армията, въпреки че не са допускани до боевете в Тихия океан (442-ри военен полк, който е съставен преди всичко от интернирани американци от японски произход остава една от най-награждаваните части в американската военна история). Условията в лагерите, в Айдахо, Уайоминг, Юта и Колорадо, са поносими по всички стандарти (и напълно приятни според други твърдения), но затворниците естествено са недоволни и често избухват безредици, в резултат на които над 15 хил. души са интернирани в лагер с по-високо ниво на сигурност при Тул Лейк, Калифорния. През 1944 г. Върховният съд потвърждава законността на Изпълнителната заповед, която остава в сила до края на декември същата година.
Ярък контраст е отношението към американците от германски и италиански произход, към които не са предприемани масирани премествания. От 60 милиона американци от немски произход само 11 000, всички родени в Германия, са преместени в лагери, а 4000 германци са депортирани от страни от Централна Америка в САЩ, защото се смята, че тези страни нямат капацитет да се справят с потенциалния немски шпионаж.
Секретарят по вътрешните дела Икс лобира пред Рузвелт до 1944 г. за освобождаването на лагерниците, но президентът не предприема нищо до изборите през ноември 1944 г. Борбата за гражданските права на американците от японски произход означава борба с влиятелни демократи, пресата на Хърст, армията и ще застраши значително шансовете на Рузвелт да спечели Калифорния през 1944 г. Критици на действията на ФДР твърдят, че те са продиктувани от расизъм. През 1925 година той пише за японската имиграция: „Калифорнийци правилно възразяват на основа на общата логика, че японските имигранти не могат да бъдат асимилирани в американци… Всеки, който е пътувал в Далечния изток знае, че смесването на азиатска кръв с американска или европейска, в девет от десет случая води до нещастни резултати“. Но когато създава 442-ри полк, Рузвелт казва: „На никой лоялен гражданин на Съединените щати не може да бъде отказано демократичното право да изпълнява отговорностите си, произтичащи от гражданството, независимо от неговия произход. Принципът на който е основана тази страна и въз основа на който винаги е управлявана е, че американизмът е въпрос на разум и сърце; американизмът не е и никога няма да бъде въпрос на раса и произход“.

## Гражданските права и бежанците
Отношението на Рузвелт по въпроса за расата е подложено още веднъж на изпитание с въпроса за възможността афроамериканците (или по това време се използвал терминът „негри“) да служат в армията. По това време Демократическата партия е доминирана от южняци, които се противопоставят на каквито и да било отстъпки, които да доведат до расово равенство. През годините на Новия курс има множество сблъсъци по възможността афроамериканци да получават определени помощи по програми. Типично, младите идеалисти, които създават подобни програми, ги насочват без оглед на расата. Губернатори от Юга и конгресмени след това се оплакват на Рузвелт, който за да поддържа единството на партията, предприема действия и запазва сегрегацията. Асоциацията за работен прогрес и Корпусът за гражданско съхранение разделят своите работни сили по искане на Рузвелт след като губернатори от Юга твърдят, че безработни бели са заставени да работят заедно с чернокожи. Отношението на Рузвелт към расовите въпроси е стандартно за времето си. Той не е яростен расист, но възприема разпространения стереотип, че афроамериканците (с които има малко връзки през целия си живот) са мързеливи, дори примитивни деца на природата. Той върши малко, за да поддържа гражданските права, макар че е насърчаван от Елинор и либерали в кабинета като Франсис Пъркинс.
Рузвелт обяснява нежеланието си да подкрепи закони против линчуването пред Уолтър Уайт: „Аз не избирам инструментите, с които трябва да работя. Ако можех аз да ги избирам, щях да подбера съвсем различни от тези. Но аз трябва да прокарвам закони през Конгреса, за да спасявам Америка. Южняците въз основа на принципа на старшинство заемат ръководни места в комитети на Конгреса. Ако изляза с предложение за закон против линчуването сега, те ще блокират всеки закон, който поискам да бъде приет от Конгреса и който ще спаси Америка от колапс. Просто не мога да поема такъв риск.“ Макар и да е очевидно, че Рузвелт не е способен да поддържа гражданските права, той все пак се смята за заплаха, понеже е „приятел на черните“, според американския Юг.
Войната вади расовия въпрос на преден план, тъй като армията е сегрегирана от Американската гражданска война и чернокожите служат само на помощни длъжности, а флотът е съставен изключително от бели, както и морската пехота. Нито военният министър Хенри Стимсън, нито секретарят на флота Франк Нокс са южняци, но те знаят, че офицерите произхождат пред всичко от семейства от Юга и се притесняват от конфликти, дори и от военен метеж, ако се наложи расово равенство. „Цветнокожите войници се справят много добре под ръководството на бели офицери, казва Стимсън, но всеки път, когато се опитаме да ги поставим малко по-високо от това, което им е отредено, следва объркване и катастрофа“. Нокс е директен: „Няма случай в историята да сме взели негри в корабния екипаж. “
Но през 1940 г. вотът на афроамериканците се сменя почти изцяло от републикански към демократически и лидерите на общността като Уолтър Уайт и Т. Арнолд Хил стават разпознаваема част от коалицията около Рузвелт. През 1941 г. по искане на А. Филип Рандолф, водещ афроамерикански икономист, ФДР подписва изпълнителна заповед, с която се учредява Комисията за частни работни практики и с нея се забранява дискриминацията във всички държавни агенции, включително и в армията. На практика флотът и морската пехота намират начини да заобиколят заповедта – морската пехота се състои само от бели до края на 1943 г. През септември 1942 г. по идея на Елинор Рузвелт се среща с делегация на афроамерикански лидери, които настояват пред него за пълна интеграция на малцинството, включително участие в преки бойни действия, прием на афроамериканци във флота, морската пехота и авиацията. Рузвелт, комуто е било присъщо желанието да угоди на всички, се съгласява, но после не прави нищо, за да изпълни обещанието си. Едва неговият наследник Хари Труман напълно премахва разделението в армията.
Комплексното отношение на Рузвелт към евреите е по-добре описано. Майка му Сара е антисемит, позиция, която е обичайна сред американците от Изтока, по времето когато еврейските емигранти идват в САЩ и техните деца бързо напредват в бизнеса и занаятите, като по този начин стряскат хората, които са вече там. Очевидно ФДР е наследил някои от възгледите на майка си и ги е изразявал в тесен кръг. Парадоксалното е, че някои от най-близките му съветници, като Феликс Франкфуртер, Бернард Брауч и Самюел Росенман са евреи и спомагат за получаване на еврейския вот в Ню Йорк. Той назначава Хенри Моргентау мл. за финансов министър и това е първият евреин на този пост, избира Франкфуртер за съдия във Върховния съд. Веднъж казва на Моргентау и католика икономист Лео Кроулей: „Това е протестантска страна и към евреите и католиците се проявява мълчалива търпимост“.
По време на първия си мандат Рузвелт заклеймява Хитлер за политиката му спрямо евреите, но казва, че „това не е въпрос свързан с държавното управление“ и отказва да направи политическо изявление. Напускането от евреи на Германия се засилва след 1937 г. и Рузвелт иска от еврейските организации и конгресмени да позволят тези бежанци да се установят в САЩ. На практика се оказва, че от Германия идват много малко бежанци – едва около 22 000 души, и не всички от тях са евреи. Чиновникът в държавния департамент Бренкридж Лонг, който отговаря за този поток от хора, е изявен антисемит и прави всичко възможно за издигането на различни по вид пречки пред еврейската имиграция. Въпреки многото оплаквания Рузвелт не успява да го освободи.
След 1942 г., когато Рузвелт е известѐн от равина Стивън Уайз, полския пратеник Ян Карски и от други за изтреблението на евреи в Европа, той отказва да се правят опити за систематично извеждане и спасяване на евреи от Стария континент. През май 1943 г. той пише на държавния секретар Кордел Хъл (чиято жена е еврейка): „Мисля, че не можем да направим друго освен стриктно да спазваме сега действащите емиграционни закони“. През януари 1944 г. Моргентау успява да убеди Рузвелт да създаде Борд за бежанците от войната към Министерството на финансите. Това довежда до увеличаване на броя на евреите, които пристигат в САЩ през 1944 и 1945 г. След 1945 г. фокусът на еврейското заселване се измества от САЩ към Палестина, където ционисткото движение се надява да изгради еврейска държава. Но Рузвелт се противопоставя и на тази идея. Когато се среща с краля на Саудитска Арабия Ибн Сауд през февруари 1945 г., той го уверява, че няма да подкрепи еврейска държава в Палестина. Той изказва мнение, че след като нацистите са избили три милиона евреи в Полша, то там ще има предостатъчно място, за да се настанят всички еврейски бежанци. Отношението на Рузвелт към американците от японски произход, африканското наследство и към еврейската вяра, са в ярък контраст с щедростта на духа и социалния либерализъм, които той проявява в други сфери.

## Стратегия и дипломация
Както Чърчил правилно е казвал, влизането на САЩ във войната осигурява спечелването ѝ от Съюзниците. Въпреки че Британия е изтощена, към края на 1942 година комбинацията от човешка сила на СССР и индустриална мощ на западните нации дава увереност, че в дългосрочна перспектива ще победи Германия и Япония. Но мобилизирането на тези ресурси и доставката им е сложна задача. Америка приема ясното становище, че най-бързият начин за победа над Германия е да прехвърли войските си във Великобритания и да навлезе във Франция през Ламанша и да атакува Германия директно от запад. Чърчил, който се опасява от многото жертви, предпочита навлизането да стане по индиректен начин през Италия или Гърция, където Съюзниците имат по-пълен контрол. Чърчил смята, че така ще се блокира възможността на Съюзите за напредване в Източна и Централна Европа, политически аргумент, който Рузвелт и съветниците му отказват да приемат.
Тъй като САЩ ще осигурят голяма част от човешката и икономическата сила, то възгледът на Рузвелт надделява и през 1942 и 1943 година плановете за преминаване на канала са в напреднала фаза. Чърчил, от друга страна, успява да убеди американския президент да се предприеме инвазия във Френско Мароко, Алжир през 1942 г., след това в Сицилия през юли 1943 г. и след това през септември 1943 г. в Италия. Това отлага преминаването на френска територия от 1943 г. за 1944 г. След патовата ситуация, в която изпадат американските сили при Анцио, инвазията в Италия вече не оправдава очакванията на Чърчил. Това отслабва опозицията му за дебаркиране на френска територия и то се извършва през юни 1944 г. Въпреки че Франция е освободена бързо, съюзническите сили са блокирани на германската граница през декември 1944 г. и окончателната победа над Германия не е постигната преди настъпването на май 1945 г., като по това време СССР, както Чърчил се е опасявал, е окупирал Източна и Централна Европа на запад чак до река Елба.
По същото време в Пацифика японската офанзива, достигнала до своя максимум през юни 1942 г., е спряна, когато японският флот търпи съкрушително поражение от американските сили в Битката за Мидуей. Напредването на японците на юг и югоизток е спряно с битката при Коралово море през май 1942 г. и Битката при Гуадалканал от август 1942 до февруари 1943 г. Макартър и Нимиц имат бавен и белязан с много жертви прогрес при отвоюването на Тихоокеанските острови, със задачата да спечелят база, от която военновъздушните сили да могат да извършват нападения на японска територия. Това в крайна сметка води до възможността за използването на атомна бомба, което води до обявената на 15 август 1945 капитулация на Япония. Два дена по-късно война на Япония обявяват и СССР.
В края на 1943 г. става ясно, че Съюзниците ще победят Германия и е изключително важно да се вземе решение на най-висше политическо ниво за курса на войната и за следвоенното бъдеще на Европа. Рузвелт се среща с Чърчил и китайския лидер Чан Кайшъ на Конференцията в Кайро през ноември 1943 г., а след това отива в Техеран, за да води разговори със Сталин и Чърчил. Именно там Рузвелт и Чърчил съобщават на руския диктатор, че разработват план за навлизане във Франция през 1944 г., а ФДР дискутира плановете за следвоенната организация на отношенията. Сталин остава доволен, че Съюзниците са изоставили плановете да се придвижат през Италия към Балканите и Централна Европа и освен това подкрепя плана на Рузвелт за създаване на Организацията на обединените нации тъй като разбира, че това няма да му струва нищо и се съгласява, че СССР ще влезе във война с Япония след победата над Германия. По това време Рузвелт и Чърчил знаят за огромното количество жертви, които дават Съветите на Източния фронт, докато тяхната инвазия във Франция е едва след 6 месеца, затова и не повдигат очевидни политически въпроси като тези за следвоенната съдба на Германия и Източна Европа.
През 1945 г. съюзническите армии напредват през Германия и тези въпроси вече не могат да бъдат отминати. През февруари Рузвелт, въпреки постоянно влошаващото му се здраве, пътува до Ялта, Крим, за да се срещне отново с Чърчил и Сталин. Ялтенската конференция често е сочена за критична точка в съвременната история, но в действителност много от решенията взети там отразяват реалностите, които са постигнати на бойното поле. Решението на Съюзниците да забавят инвазията във Франция от 1943 за 1944 г. дава възможност на СССР да окупира Източна Европа, включително и Полша, България, Румъния Чехословакия и Унгария, а също и Източна Германия. Тъй като тези територии са под пълния контрол на Сталин, Рузвелт и Чърчил могат да направят много малко за да попречат на съветския диктатор да наложи волята си над тези държави. Което той и прави като поставя марионетни комунистически правителства начело.
Чърчил отбелязва, че Британия влиза във войната през 1939 г. като резултат на нападението над Полша, а е дал обещание на полското правителство в изгнание в Лондон и настоява пред Сталин да се постави начело на държавата некомунистическо правителство и да се проведат честни избори. Рузвелт обаче няма желание да влиза в сблъсък със Сталин за Полша по две причини. Първо той счита, че съветската помощ ще е решаваща за продължаване на войната с Япония, която според него ще доведе до значителни жертви при Съюзниците. Той се страхува, че ако Сталин е провокиран по повод Полша, може да се откаже от обещанието си дадено в Техеран, да влезе във войната в Тихия океан. На второ място Рузвелт вижда в ООН инструмента за решаване на всички следвоенни проблеми и се страхува, че основаването на организацията ще пропадне без съдействието на Сталин.

## С мисъл за поколенията
Рузвелт е само на 63 години през 1945 г., но здравето му се влошава от началото на 40–те. Страданията му от парализата и изключителните физически усилия, които полага, за да преодолее нейните ограничения и постоянният стрес си казват думата. Поставена му е диагноза – високо кръвно налягане и сърдечно заболяване, като му е препоръчано да промени диетата си. Ако не е била войната, Рузвелт със сигурност е щял да се оттегли и да не участва в изборите през 1944 г., но при така стеклите се обстоятелства той и съветниците му решават, че единственият изход е да се кандидатира за четвърти мандат. Партийните ръководители са знаели, че има голяма вероятност Рузвелт да почине по време на този мандат и настояват Хенри Уолъс, който е считан за прекалено просъветски, да не бъде посочван за вицепрезидент. Рузвелт първоначално не се съгласява, но впоследствие склонява Уолъс да бъде заменен с малко известния Хари Труман. На изборите двамата печелят 53% от гласовете и 36 щата в съперничество с губернатора на Ню Йорк Томас Деуей. След изборите Кордел Хъл, най-дълго заемалият поста Държавен секретар на САЩ, се оттегля заменен от Едуард Стетинус мл.
След Конференцията в Ялта отношенията между западните съюзници и Сталин се влошават бързо, както и здравето на Рузвелт. Когато се обръща към Конгреса след завръщането си от Ялта, мнозина са шокирани да видят колко стар, отслабнал и болен изглежда. Той говори от инвалидния си стол, безпрецедентно признание за физическата му слабост, но умствено е напълно здрав. „Конференцията в Крим“, казва той твърдо, „има за цел да сложи край на системата от едностранни действия, нарочни съюзи, сфери на влияние, баланси на сили и всички други способи, които са опитвани през вековете и винаги са се проваляли. Ние предлагаме алтернатива на всички тях, универсална организация, в която всички миролюбиви държави най-накрая ще имат шанса да се присъединят“. Мнозина от неговите слушатели се съмняват, че ООН ще изпълни надеждите, които той ѝ възлага, но не е имало никакво съмнение в отдадеността на Рузвелт на тези идеали, които той е наследил от Удроу Уилсън.
Рузвелт често е обвиняван, че е проявявал наивна вяра в Сталин, но през последните месеци на войната той предприема изключително твърда политика. През март и ранния април той изпраща послания със силни думи на руския диктатор в който му казва, че нарушава споразуменията от Ялта относно Германия, Полша, военнопленниците и други договорености. Когато Сталин обвинява западните съюзници, че договарят сепаративен мир зад гърба му, Рузвелт отговаря: „Не мога да си спестя чувството на горчиво възмущение спрямо вашите информатори, които и да са те, за такова низко изопачаване на мои действия или на действия на мои подчинени.“

### Смърт
На 30 март 1945 г. отива в Уоръм Спрингс за почивка преди конференцията в Сан Франциско, на която ще се основе ООН. На сутринта на 12 април той седи в кожен стол и подписва писма. Преди обяд оставя писалката си и се оплаква от внезапно главоболие, след това губи съзнание. Извикан е лекар, който потвърждава, че Рузвелт е получил масиран мозъчен кръвоизлив. В 3.31 сутринта е обявен за мъртъв.
Смъртта на Рузвелт е посрещната с шок и тъга в страната и по света. По това време влошаващото му се здраве не е било известно на обществото. Франклин Делано Рузвелт е президент повече от 12 години и повече от който и да било друг извежда страната през едни от най-големите кризи до пълния триумф с победата над Германия и очертаващата се победа над Япония. Въпреки че десетилетия след това са правени преоценки на политиката му, малко са коментаторите, които не дават изключително висока оценка на уменията му като главнокомандващ.

## Достижения
Едни от основните достижения на Рузвелт са: разширената роля на правителството в управлението на икономиката, повишаване на регулациите за компаниите с цел защита на околната среда, опитите за спиране на корупцията, създаване на системата за социално осигуряване, която позволява възрастните граждани да се пенсионират с приходи и помощ, това, че страната печели Втората световна война, инициирането на глобализацията; създаването на коалиция от избиратели около Рузвелт. Която ще подкрепя Демократическата партия до средата на 60–те години и от части и през 80–те преди да бъде разбита от Роналд Рейгън, който на младини е рузвелтов демократ, но се превръща в консервативен републиканец. Паметник на Рузвелт са Обединените нации, чиято история сигурно щеше да го разочарова в много аспекти, но която предложи най-малкото надежда за спирането на международната анархия, довела до две световни войни по време на живота му.
В днешни дни мнозина консерватори виждат в реформите на Рузвелт създаването на „голямо правителство“ и биха искали повече частна, а не държавна инициатива в социалните дела. Републиканските администрации на Дуайт Айзенхауер и Ричард Никсън не правят нищо, за да отменят социалните програми от ерата на Рузвелт. Това е така до управлението на Роналд Рейгън (1981 – 1989 г.) при което има отстъпление, но самият Рейгън дава ясно да се разбере, че реформите му макар и всеобхватни, няма да доведат до отмяна на цялата система на Рузвелт и особено на социалното осигуряване. Бил Клинтън е първият демократ, който със своите реформи отрича елементи от системата на Франклин Делано Рузвелт.